# Jonathan Lundbäck
Jonathan Lundbäck, född 29 oktober 1994, är en svensk fotbollsspelare som spelar för Piteå IF. 
Hans yngre bror, Sebastian Lundbäck, är också en fotbollsspelare.

## Karriär
Lundbäcks moderklubb är Brunflo FK. 2010 gjorde han sex mål på 15 matcher för Ope IF i Division 3. Därefter var Lundbäck en kort period i GIF Sundsvalls juniorlag innan han under 2011 gick till Östersunds FK. Inför säsongen 2013 lånades Lundbäck ut till IFK Östersund. Han gjorde 21 mål på lika många matcher i Division 3 och slutade som delad skyttevinnare. Lundbäck blev kvar i IFK Östersund och gjorde 23 mål på 25 matcher i Division 2 2014, vilket ledde till en ännu en skytteligavinst.
I november 2014 värvades Lundbäck av IK Sirius. Lundbäck gjorde sin Superettan-debut den 25 april 2015 i en 3–1-vinst över IF Brommapojkarna, där han blev inbytt i den 82:a minuten mot Niklas Maripuu. I juli 2015 lånades Lundbäck ut till division 2-klubben Sandvikens IF.
I februari 2016 gick han till division 1-klubben Team TG. I december 2018 värvades Lundbäck av IK Brage, där han skrev på ett tvåårskontrakt. I maj 2020 råkade Lundbäck ut för en korsbandsskada och missade sedermera hela säsongen. Efter säsongen 2020 fick han inte förlängt kontrakt och lämnade IK Brage.
Den 1 februari 2021 värvades Lundbäck av Umeå FC, där han skrev på ett tvåårskontrakt. I januari 2023 förlängde Lundbäck sitt kontrakt med ett år. I november 2023 värvades Lundbäck av seriekonkurrenten Piteå IF.